# 강동로 (경주시)
강동로(Gangdong-ro)은 경상북도 경주시 강동면 중심지를 연결하는 도로이다.

## 노선 경로
- 천강로와 직결 (지방도 제925호선 ; 천북 · 보문관광단지 방향)
- 유금지하교 - 산업로 (국도 제7호선)
- (이름 없음) - 동해선 통과
- (이름 없음) - 안계길
- 양동마을길 직결 (양동민속마을 방향)

## 주요 건물 및 시설
- 강동우체국 - 경상북도 경주시 강동면 강동로 8-3
- 강동면사무소 - 경상북도 경주시 강동면 강동로 19
- 경동면민회관 - 경상북도 경주시 강동면 강동로 49
- 강택건설 (舊 부조역) - 경상북도 경주시 강동면 강동로 65-3
- 벽산반도타운 - 경상북도 경주시 강동면 강동로 66-10
- 강동면보건지소 - 경상북도 경주시 강동면 강동로 66-7
- 강동초등학교 - 경상북도 경주시 강동면 강동로 80
- 한국수자원공사 안계댐사업소 - 경상북도 경주시 강동면 강동로 322

## 같이 보기
- 강동면
- 안계저수지